# Шварц, Иван Григорьевич
Ива́н Григо́рьевич Шварц (варианты отчества в русских источниках: Георгиевич, Егорович), (нем. Johann Georg Schwarz, вариант: Schwartz; 1751—1784) — русский педагог и просветитель, философ и теолог. Профессор эстетики Московского университета. Шварц был одним из ближайших сподвижников Н. И. Новикова и С. И. Гамалеи; принимал участие в Вильгельмсбадском конвенте со стороны московских мартинистов.

## Биография
О его происхождении, детстве, воспитании и юности мало что известно. Шварц происходил из трансильванской немецкой семьи, известно, что в 1770-х годах он учился в университетах Халле и Йены.
Приезду Шварца в Россию, как и вообще исполнению всех его просветительных замыслов, много способствовали масоны. Благодаря им Шварц познакомился в Германии с путешествовавшим там князем И. С. Гагариным, главой русского масонства шведской системы. Князь Гагарин предложил молодому учёному место воспитателя в доме своего родственника А. М. Рахманова, проживавшего в Могилёве. Шварц принял это предложение и в апреле 1776 года прибыл в Могилёв.
Спустя некоторое время Шварц выехал ненадолго в Москву, где, благодаря поручительству В. И. Майкова, был принят в ложу наместного мастера князя Трубецкого. Возвратившись в Могилёв, Шварц учредил масонскую ложу. Через некоторое время он отбыл с масонским поручением в Митаву. По возвращении из Митавы был избран могилёвскими масонами мастером стула их ложи.

### Переезд в Москву
В 1779 году, после смерти Рахманова, Шварц перебрался в Москву, где благодаря влиянию М. М. Хераскова получил место лектора немецкого языка при Университете.

### Педагогическая и просветительская деятельность
С 1780 года Шварц в течение двух лет был профессором немецкого языка и литературы Московского университета. Конфликты с некоторыми коллегами, и в частности с куратором университета И. И. Мелиссино, из-за принадлежности Шварца к масонству, привели к его понижению в должности до «гонорарного профессора». Шварц стал первым преподавателем эстетики Московского университета, прочитав в 1782 году первую лекцию по курсу «эстетика».
Полный энтузиазма, приступил Шварц к просветительской деятельности. Заметив недочеты в постановке университетского преподавания и вообще школьного дела в России, Шварц в публичных чтениях на торжественных актах Университета, в конференции, в публичных лекциях и частных разговорах доказывал необходимость изменения способов воспитания и обучения русских детей. Его педагогические идеи были очень ценны для русского общества XVIII века. Шварц замыслил создать общество, цель которого была по возможности распространять правила разумного воспитания. Предполагалось, что общество это примкнет к типографическому предприятию Н. И. Новикова по переводу и изданию полезных книг, будет стараться в привлечении в Россию иностранцев, действительно способных воспитывать русское юношество или, что ещё лучше, воспитает на свой счет учителей из русских. Московское общество, в короткое время успевшее узнать и полюбить Шварца, восторгалось проектом, но относило его к утопическим, Общество, в которое попал в Москве Шварц, — «явление, не повторяющееся в истории русского просвещения». Его составляли М. М. Херасков, братья кн. Трубецкие, С. И. Гамалея, И. В. Лопухин, А. И. Новиков и Н. И. Новиков, с которым вскоре после переезда в Москву познакомился Шварц.
«Однажды, — писал Новиков, — пришёл ко мне немчик, с которым я, поговоря, сделался всю жизнь до самой его смерти неразлучным».
Приезд Шварца в Москву совпал с эпохой, когда русские масоны в ней начали стремиться к объединению, хотя бы небольшого их числа, но действительно энергичных масонов. В 1780 году в таких целях была учреждена «тайная сиенцифическая ложа Гармония»; в числе 8-ми членов её был и Шварц. Масонские связи в Москве очень много помогли Шварцу в осуществлении целого ряда просветительских учреждений. Шварц, с удивительной настойчивостью и энергией проводивший в жизнь свои идеалы, достиг того, что конференция Московского Университета обратила внимание на его проекты преобразования школы и предложила ему в 1779 году заняться составлением подробных планов воспитания и необходимых для этого учебников.
Тогда Шварц взял на себя одного всю трудность дела и при содействии своих друзей нашёл средства к устройству при университете «Учительской или Педагогической семинарии», инспектором которой он же и был назначен. Семинария, открытая 13-го ноября 1779 года, имела цель подготовлять преподавателей из русских. На средства (кроме вещей и редких книг), пожертвованные Н. А. Демидовым (20000 руб.) и Шварцем (5000 руб.), шесть человек студентов подготовились к профессорскому и учительскому званию, под непосредственным руководством самого Шварца; 5 февраля 1780 г., при изъявлении особой благодарности, Шварц был произведён в ординарные профессора философии; 17-го августа 1780 г., ввиду укоренившихся в гимназии при университете беспорядков, Шварцу поручили преобразование её и преподавание в ней немецкого языка.
Преподавание Шварца было не только теоретическое, но и практическое. За три года пребывания в России он основательно изучил язык страны, и знание это очень облегчало ему преподавание и чтение лекций, по-видимому, чрезвычайно успешных. В Гимназии Шварц преподавал (до 26-го июня 1781 г.) немецкий язык, сообщая попутно некоторые грамматические правила. В Университете слушатели проходили грамматику и затем им излагались правила изящного слога по книге Шварца: «Entwurf der Grundsatze des deutschen Stils». Этот курс Шварца был посвящён рассуждениям: 1) о теоретических основаниях слога; 2) практических и 3) «о нужных к образованию слога книгах». Рассуждение о теоретических основаниях слога было напечатано и поднесено Императору Иосифу II, посетившему в 1780 году Московский Университет.
Занятый с утра до вечера, работая нередко и по ночам, Шварц, сверх занятий в Университете, педагогической семинарии и гимназии, находил возможность издавать «Ведомости» на немецком и французском языках и принимать участие в типографском предприятии Н. И. Новикова.

### Вильгельмсбадский конвент
Российское масонство причислялось как провинциальное для Швеции. В 1779 году герцог Зюдерманландский издал манифест, которым Швеция объявлялась IX провинцией, причем к ней присоединялась и Россия. Русские масоны не согласились с такой постановкой вопроса, и их заявление решено было рассмотреть на общемасонском конвенте, предполагавшемся к проведению в 1781 году, где намеревались решить этот вопрос и выработать меры для устранения всякого рода орденских неустройств. Шварц через масона Туссеня познакомился с П. А. Татищевым, разочарованным в жизни, недоверчивым и замкнутым в себе человеком. В масонстве Татищев, по-видимому, искал разрешения той неудовлетворенности, которую он испытывал в жизни, но и оно не давало ему искомого. Шварц сумел увлечь Татищева и вдохнул в него веру в возможность широкой филантропической деятельности. Ложи Татищева соединились с ложами Новикова и совместно они стали стремиться к окончательному объединению всех русских лож. Лучшим представителем этого нового течения в русском масонстве, по мнению московских братьев, был Шварц, почему и было решено послать его на предстоящий конвент чрез Швецию в Брауншвейг. Поручение это Шварц принял охотно, так как многое влекло его за границу и особенно желание поправить расстроенное здоровье. Средства для этой поездки были даны ему разными лицами. Много дал Татищев, сын которого отправлялся за границу для довершения образования под руководством Шварца. Ложа «Гармония» дала ему 500 руб. на путевые издержки и 500 руб. на покупку образовательных пособий для проектируемого уже тогда дружеского общества. 26-го июня 1781 г. Шварц выехал из Москвы в Петербург, где он явился к И. И. Шувалову, и после разговора с ним, по его просьбе, составил записку о состоянии Московского Университета. Записка очень понравилась Шувалову, и Шварц, по его ходатайству, получил чин коллежского асессора.
Наделённый Шуваловым особыми поручениями, Шварц направился в Митаву, где он под условием временного подчинения русских лож Швеции, получил от гроссмейстера курляндских масонов рекомендательные письма к Вёльнеру и Тедену. Иоганн Кристоф фон Вёльнер был очень влиятельным человеком в окружении Фридриха Брауншвейгского. Благодаря его протекции Шварцу удалось познакомиться с самим герцогом Брауншвейгским и поведать ему о русском масонстве.
Из Германии Шварц, для русских масонов, привёз хартии для двух уставов: 1) «Рыцарский капитул» 2) Розенкрейцерство.
Личными стараниями и переговорами Шварцу удалось добиться предварительного согласия влиятельных масонов на признание независимости провинции России от Швеции. В Брауншвейге Шварц представил герцогу свою доверительную грамоту и прошение о признании братства (Московского), утверждении союза со старыми ложами, допущении русских представителей в общих орденских делах и, наконец, о признании России самостоятельной провинцией. Брауншвейгский конвент дал положительный ответ на 5 первых пунктов прошения. Признание же России провинцией отложили до генерального конвента, обещая ходатайствовать о допущении на него двух русских представителей.
Переехав из Брауншвейга в Берлин, Шварц имел встречи с тамошними масонами. После конвента он получил полномочия устроить в Москве Директорию «Теоретической степени».
В присланном ему документе изъяснялось, что:
- 1) теоретическая степень ордена могла быть передана лишь достойному мастеру Шотландского устава;
- 2) Шварц не имел права давать ритуалы «степеней» для прочтения или списывания — «Теоретическая степень» могла читаться лишь в его присутствии;
- 3) Шварц обязывался читать наставления из неё в таком расчете, чтобы все прочитывалось в течение 9 собраний;
- 4) прочитанное должно было быть изъяснено;
- 5) тайна ордена должна была быть нерушимо сохранена[5].

Шварц, единственный верховный представитель этой степени в провинции России, не был обязан давать отчет никому, кроме гроссмейстера. На Шварце лежала обязанность присылать в капитул поименный список всех вновь принятых братьев с 1 червонцем за каждого в пользу бедных. Каждый брат «Теоретической степени» платил 7 талеров, из них 4 оставалось у Шварца.

### Возвращение в Россию
С учебными планами, пособиями, научными знаниями, возвратился Шварц в Россию, где его ждало много огорчений и разочарований. В Университете существовала партия, недовольная деятельностью Шварца. В неё входили профессор Иоганн Матиас Шаден и Антон Алексеевич Барсов. Во главе её стал, по прибытии из-за границы, куратор Университета И. И. Мелиссино. Противники искали случая придраться к Шварцу, и скоро его нашли. Увлечённый оживлением, которое охватило московских масонов по возвращении его из-за границы, и поглощённый множеством дел, Шварц всё откладывал подачу отчёта о своей поездке конференции Университета. Замедление это вызвало требование конференции подать отчет не позже, как через неделю. Шварц передал в следующее заседание вместе с отчётом 13 сочинений по педагогике, и как дар университету — 8 редких книг. Однако отчёт Шварца не только не обсудили, но даже и не прочитали. Считая такое отношение к его делу оскорбительным, Шварц подал прошение об отставке, сославшись на слабое здоровье, препятствующее ему вести далее правильное преподавание в Университете. Мелиссино, боясь открытой ссоры с Шварцем, которого очень уважали многие, не принял прошения и, уверив его в своей любви, предложил до полного выздоровления не читать лекций, сохраняя прежний оклад жалованья. Шварц согласился не оставлять профессуры, но от жалованья отказался, условившись, что число недельных лекций будет зависеть от состояния его здоровья. Конференция утвердила предложения Шварца, и он был возведён в звание «professer honorarius» Московского Университета. Новая профессорская деятельность Шварца началась с августа 1782 года. Его сравнительно-исторический метод давал возможность делать широкие обзоры предмета, увлекавшего слушателей.

### Дружеское общество
Отъезд Шварца за границу приостановил хлопоты об официальном открытии Дружеского Общества. Фактически существуя, оно энергично действовало, имея в своем распоряжении крупные средства и поддержку влиятельных людей. В июне 1782 года, по плану Шварца, Дружеским Обществом была учреждена Переводческая или Филологическая Семинария, где на средства членов общества (официально их давали «некто» и «его друзья жертвователи») должны были учиться переводу 16 студентов, отчасти из Педагогической Семинарии. Молодые люди жили в доме, приобретённом Обществом, под непосредственным надзором Шварца, помещавшегося с семьёй в том же доме (недалеко от Меншиковской башни). Не надеясь на искренность стараний, к официальному открытию Общества со стороны Мелиссино участники добились разрешения открыть его непосредственной просьбой у графа Чернышева и митрополита Платона. Деятельность Шварца не давала покоя завистливому и честолюбивому Мелиссино, учредившему в 1771 г. Вольное российское собрание, мало деятельное и окончательно пришедшее с открытием Дружеского Общества в упадок. За несколько дней до открытия последнего Мелиссино призвал к себе Шварца и предложил ему соединить два указанные Общества в одно, думая таким образом с честью похоронить своё мертворожденное детище и стать председателем нового, бодрого и жизнеспособного учреждения. Шварц, конечно, отклонил это предложение. Объявления об открытии Дружеского Общества были отпечатаны в большом количестве экземпляров на латинском и русском языках, и разосланы не только по России, но и за границу. В них объявлялось, что цель Общества — печатание учебных книг, распространение знания древних языков, истории, естествоведения и воспитание при Переводческой Семинарии 35 юношей. Открытие Общества праздновалось очень торжественно 6-го ноября 1782 года, в доме П. А. Татищева. Воспитанники Дружеского Общества жили под его непосредственным надзором, и Шварц читал им специальный курс «Философии истории» (21 лекция, с 17-го августа 1782 г. по 5-е апреля 1783 г.). В них Шварц через объяснение мест «лучших писателей, доказывающих истину Творца и слов священного писания» — приводил слушателей к признанию зависимости людей от Бога. Таким образом, Шварц боролся с материалистической философией и крайностями учений энциклопедистов. Лекции эти вскоре заинтересовали друзей Шварца и мало-помалу приобрели характер публичных. Влияние Шварца на аудиторию, посещаемую «людьми всякого рода и звания», было очень глубоко и значительно: у многих «простое слово Шварца исторгало из рук соблазнительные книги и поместило на их место святую Библию», до того мало читаемую вообще. Один из посетителей частных лекций Шварца говорил, что в изложении им мыслей замечается сходство с Кантом. 
«Как и Канту, ему часто не доставало слов для выражения мыслей. Сила, с которой он говорил, смелость (скажу даже безрассудная дерзость), с которой он, невзирая ни на что, бичевал политические и церковные злоупотребления, были удивительны, и не раз боялся я, что ему начнет мстить духовенство, в особенности монашествующие, которых он при всяком удобном случае выставлял самым безжалостным образом».
По-видимому, в среде слушателей домашнего курса Шварца нашлись доносчики. По крайней мере, Мелиссино не раз говорил, что все три курса, читанные Шварцем в 1782 году, пропитаны ядом мартинизма, и в сущности — не что иное, как явная опасная масонская пропаганда. До официального открытия Дружеского Общества и отказа Шварца присоединиться к Вольному российскому собранию Мелиссино не придавал особенного значения клевете, распускаемой врагами, но потеряв надежду стать председателем новой организации, он начал притеснять Шварца, пользуясь его служебным подчиненным положением. Мелиссино убедил университетскую конференцию принудить Шварца читать для семинаристов ещё одну лекцию в неделю, что Шварц считал совершенно излишним. Шварц подал Хераскову для передачи И. И. Шувалову записку о притеснениях со стороны Мелиссино. В ней он кратко перечислил свои труды на пользу России и в конце изложил конфликт с куратором, выясняя между прочим, что добавочную лекцию, обременительную для Шварца, ввиду его болезни, безвозмездно соглашался читать пр. Шолль. Записка содержала в себе просьбу об отставке. После подачи её Мелиссино не мог тянуть дальше дело и притеснять Шварца. Отставка была ему дана в самом конце 1782 года. Получив её, Шварц переселился в дом Н. И. Новикова у Никольских ворот, где продолжал чтение лекций по «Истории философии».

### Розенкрейцерство
Впрочем, освободившись от чтения лекций в университете, Шварц большую часть времени посвящал масонству, распространяя и укрепляя учение ордена. С этой целью через Новикова Шварц получил от Гамалеи, Лопухина, Тургенева, Кутузова, Чулкова, А. И. Новикова прошения о зачислении их в Розенкрейцерский капитул. Такие же прошения были получены кн. И. Н. Трубецким у его брата кн. Ю. Н., кн. Черкасского, кн. Энгалычева и Хераскова. Сам Шварц отобрал прошения у доктора Френкеля и купца Туссеня. При этом Шварц заявил колеблющемуся исполнить поручение Новикову, что цель Розенкрейцерского Ордена
«та же, что они имели и раньше, но что тайны его ведут кратчайшим путём к познанию Бога, природы и человека; что орден требует, чтобы всякий член его делался лучшим христианином, гражданином и семьянином, чем был прежде…»
Собранные прошения были посланы Шварцем в Берлин вместе со значительной суммой денег. И весной 1783 года получил ответ, что все подписавшиеся под прошениями лица приняты в состав Розенкрейцерского братства. Московским Капитулом должен был управлять Шварц. В организованном таким образом Ордене розенкрейцеров занимались главным образом «Теоретическим градусом Соломоновых наук».

### Болезнь и смерть
Энтузиазм, свойственный натуре Шварца, перешёл у него в некоторого рода фанатизм. Жизнь его походила на жизнь аскета. Внутреннее созерцание почти поглощало его. Шварц 
«был рассеян и даже, когда задавал важные вопросы, видно было, что он думает совершенно о другом. Суровый, сумрачный, очень строгий, он никогда не смеялся и даже улыбка его бывала принужденна и неестественна. Голос его был повелительный, брови всегда сдвинуты».
 Организм Шварца не выдержал тех непосильных трудов и постоянных огорчений, которые выпали на его долю. Переезд из города в село Очаково, подмосковную усадьбу кн. И. Н. Трубецкого, не помог. Силы Шварца постоянно падали, так что и сам он предчувствовал неизбежность близкого конца и заботился лишь о том, чтобы его небольшое имущество обращено было на дела благотворительности и просвещения. Умер Шварц 17-го февраля 1784 года. Ещё накануне смерти он наставлял одного своего ученика в тех истинах, служению которым была посвящена вся его жизнь. О смерти его, среди друзей, сложилось предание. Особенно невосполнимую утрату понесло в нём Московское масонство. Шварц был похоронен по обряду православной церкви в храме села Очаково, возле алтаря. Близкие оплакивали в нём редкого по душевным качествам человека; студенты Университета, любившие Шварца как отца, устроили 26-го марта 1784 года, в его память торжественное собрание университетских питомцев. Максимович, Лабзин, Подшивалов, Антонский и др. читали в честь Шварца стихи и говорили речи. Две оды, немецкая и русская, были отпечатаны к этому событию. В Шварце как бы олицетворялось новое европейское влияние на наше молодое общество, искавшее истинной науки и жизни, согласованной с идеалами братства вольных каменщиков. 
 «Я сгорал желанием, — говорил он, — выразить благодарность народу, столь благородному, столь жаждущему науки».
 Практическая деятельность его сделала масонство выразителем смутного ещё общественного движения, оно отделилось от западноевропейского, применилось к условиям русского общества, обратилось к удовлетворению назревших в нём потребностей. Шварц был в русском обществе проводником философских идей, развившихся из чистой религиозности; деятельность его обнаруживает 
«бесконечную любовь к человечеству, непреклонную волю и возвышенный характер».
 Жена и дети Шварца остались на попечении «Дружеского Общества» и жили у Новикова.

## Семья и потомки
- Шварц (дворянский род)
- сын Шварц, Павел Иванович (?—1852) — российский агроном, автор ряда трудов по садоводству и огородничеству[8]
- правнук Шварц, Александр Николаевич (1848—1915) — российский министр народного просвещения

## Сочинения Шварца
- J. G. Schwarz. Entwurf der Grundsätze des deutschen Stils zum Gebrauch der öffentlichen Vorlesungen bei der Kaiserlichen Universität zu Moskau. 1780 [напечатано на немецком и русском языках]
- Шварц И. Г. Лекции / Сост. А. Д. Тюриков. — Донецк: «Вебер» (Донецкое отделение), 2008. — 172 с.: ил. ISBN 978-966-335-193-3 (недоступная ссылка) или та же книга в другом месте
- «Начертание первых оснований немецкого слога для употребления в публичных лекциях при Императорском Московском Университете», часть I, в университетской типографии у Новикова, 1780 г. Тут помещены речи Шварца.
- Отрывки из лекций о 3-х родах познания напечатаны в журнале Невзорова «Друг юношества и всяких лет», 1813 г., январь, стр. 85—101.
- Стихи на день заведения собрания питомцев Московского Университета, марта 13-го, 1789 г., в семилетнее празднование оного. Москва, в университет. типографии у Новикова в 4-ку.
- "Ode dem Andenken des Weiland Н. W. D. Schwartsens gewidmet топ EFS. KB. vd. Constantia. Moskau. Gedruckt mit der Gesetzmassigen Erlaubniss in der freyen Buchdruckerei bei den J. von Lopouchin